# Национальный музей Каймановых островов
Национальный музей Каймановых островов (англ. Cayman Islands National Museum) — музей на Каймановых островах. Расположен в бывшем здании суда на Харбор-Драйв в Джорджтауне, Большой Кайман. Музей посвящён сохранению, исследованию и демонстрации всех аспектов наследия Каймановых островов.

## История
Музей был открыт в 1990 году, но его начало восходит к 1930-м годам, когда местный житель Ира Томпсон начал собирать предметы, относящиеся к культуре и истории Каймановых островов. В 1979 году правительство приобрело коллекцию Томпсона, и теперь она составляет основную часть коллекции музея. В музее хранится более 8 тыс. экспонатов: от монет до 14-футовой лодки. На выставке естественной истории представлена трёхмерная карта, на которой изображены подводные геологические образования, окружающие Каймановы острова.